# Maria Eilberg
Maria Eilberg (9 de enero de 1984) es una jinete británica que compitió en la modalidad de doma.
Ganó una medalla de plata en el Campeonato Mundial de Doma de 2010 y una medalla de plata en el Campeonato Europeo de Doma de 2009, ambas en la prueba por equipos.

## Palmarés internacional
| Campeonato Mundial | Campeonato Mundial         | Campeonato Mundial | Campeonato Mundial |
| Año                | Lugar                      | Medalla            | Categoría          |
| ------------------ | -------------------------- | ------------------ | ------------------ |
| 2010               | Lexington (Estados Unidos) | Medalla de plata   | Por equipos        |
| Campeonato Europeo |                            |                    |                    |
| Año                | Lugar                      | Medalla            | Categoría          |
| 2009               | Windsor (Reino Unido)      | Medalla de plata   | Por equipos        |